# Mallota
 (janvier 2019).
Si vous disposez d'ouvrages ou d'articles de référence ou si vous connaissez des sites web de qualité traitant du thème abordé ici, merci de compléter l'article en donnant les références utiles à sa vérifiabilité et en les liant à la section « Notes et références ».
Genre
Mallota est un genre d'insectes du sous-ordre des Brachycera (les Brachycera sont des mouches muscoïdes aux antennes courtes).